# Nacaduba laurina
Nacaduba laurina är en fjärilsart som beskrevs av Hans Fruhstorfer 1916. Nacaduba laurina ingår i släktet Nacaduba och familjen juvelvingar. Inga underarter finns listade i Catalogue of Life.